# رابین لکلرک
رابین لکلرک (انگلیسی: Robin Leclercq؛ زادهٔ ۵ نوامبر ۱۹۵۲) بازیکن فوتبال اهل فرانسه است.